# 대한민국 민법 제286조
대한민국 민법 제286조는 지료증감청구권의 내용에 대한 민법 물권법 조문이다.

## 조문
제286조(지료증감청구권) 지료가 토지에 관한 조세 기타 부담의 증감이나 지가의 변동으로 인하여 상당하지 아니하게 된 때에는 당사자는 그 증감을 청구할 수 있다.